# Ai Iwamura
Ai Iwamura (4 marzo 1984) è un'attrice-controfigura giapponese.
È diventata famosa come attrice ricoprendo il ruolo di Mai, la bambina sorridente dallo sguardo spento e la presenza terrificante nel film Battle Royale, in cui ha anche fatto da controfigura per le attrici Tamaki Mihara, Aki Maeda, Anna Nagata e Satomi Ishii.
Nel 2002 reinterpreta il ruolo di Mai nel sequel del capolavoro di Kinji Fukasaku, Battle Royale II: Requiem, diretto dal figlio Kenta Fukasaku.
Ha anche doppiato il personaggio di MarineAngemon nell'anime Digimon Tamers.